# QDOS
|  | Aquest article tracta sobre el predecessor de MS-DOS. Vegeu-ne altres significats a «Sinclair QDOS». |

El QDOS (de l'anglès Quick and Dirty Operating System o «Sistema Operatiu Ràpid i Brut») és un sistema operatiu de 16 bits escrit i comercialitzat per Tim Paterson, de l'empresa estatunidenca Seattle Computer Products. Es basava en el Control Program/Monitor (CP/M) de Gary Kildall pel seu equip d'ordinador, que al seu torn estava basat en el processador Intel 8086. El QDOS tenia una estructura d'ordres i una interfície de programació d'aplicacions que imitaven el sistema operatiu CP/M, propietat de Digital Research, cosa que facilità la portabilitat de programes des d'aquest últim. Paterson comprà un manual de CP/M i programà el seu sistema operatiu, prenent el CP/M com a base, en un mes i mig. L'empresa el comercialitzà després amb el nom de «86-DOS».
Aquest sistema operatiu seria adquirit després per 50.000 dòlars pel cofundador de Microsoft Bill Gates, que en faria la base del seu imperi. Fou conegut com a «PC-DOS» pels productes d'IBM en els quals venia preinstal·lat. Tanmateix, «MS-DOS» seria el nom més popular amb el qual es coneixeria arreu del món.

## Orígens
El QDOS fou creat perquè les vendes de l'equip per ordinadors 8086 de Seattle Computer Products (SCP), presentat al juny del 1979 i distribuït al novembre, havien anat decaient a causa de l'absència d'un sistema operatiu. L'únic programari que SCP podia vendre amb la placa era l'autònom Microsoft BASIC-86, que Microsoft havia desenvolupat en un prototip del maquinari de SCP. SCP volia oferir la versió del CP/M per 8086 que Digital Research (DRI) havia anunciat, però la seva data de llançament era incerta. No era la primera vegada que DRI s'havia retardat més que el desenvolupament del maquinari; dos anys abans s'havia retardat a l'hora d'adaptar el CP/M als nous formats de disquets i discos durs. A l'abril del 1980, SCP assignà, a l'edat 22 anys, Tim Paterson per desenvolupar el QDOS com a substitut pel CP/M-86.
Paterson dissenyà el QDOS amb la mateixa API interna i la majoria de les
ordres d'usuari del CP/M. No reproduí el sistema de fitxers del CP/M, sinó que utilitzà el sistema de fitxers FAT suportat per algunes versions de Microsoft BASIC. Paterson decidí no mantenir la informació del sistema de fitxers en memòria cau, sinó actualitzar-la en el disc amb cada operació. Tot i que aquesta opció era més lenta, aquest enfocament evità la necessitat de forçar una actualització en un disc abans de treure'l. Paterson també introduí un conjunt d'ordres més semblants a l'anglès, com ara la utilitat "COPY", en lloc de PIP, que és més general, però menys intuïtiu.

## Interès d'IBM
A finals del 1980, IBM estava desenvolupant allò que acabaria sent l'IBM PC. El CP/M era el sistema operatiu més popular de l'època i IBM cregué que era necessari per tenir un sistema competitiu. Representants d'IBM visitaren Digital Research i discutiren les condicions de la llicència amb Dorothy McEwen Kildall, representant de llicències de Digital, que dubtà a l'hora de signar el contracte d'IBM perquè contenia una clàusula de no-divulgació. Tot i que finalment acceptaren la clàusula, Digital rebutjà la proposta d'IBM de pagar 250.000 dòlars a canvi de l'autorització per vendre totes les còpies que fossin necessàries, insistint en el model de retribució basat en regalies per còpia.
En conversacions posteriors entre IBM i Bill Gates, aquest últim mencionà l'existència del QDOS i el representant d'IBM, Jack Sams, li demanà que aconseguís una llicència per aquest sistema operatiu.

## Creació del PC-DOS

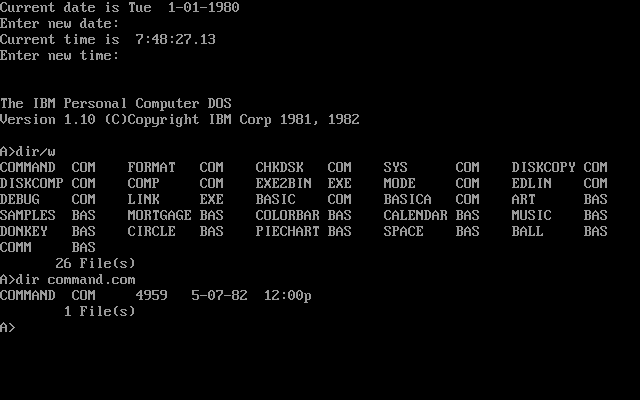
Línia d'ordres del PC-DOS

Microsoft comprà una llicència no exclusiva pel 86-DOS a Seattle Computer Products al desembre del 1980 per 25.000 dòlars. Al maig del 1981, es contractà Tim Paterson per portar QDOS a l'IBM-PC, que utilitzava el processador Intel 8088 que era més lent i menys costós i tenia la seva pròpia família específica de perifèrics. IBM observà el progrés diàriament i presentà més de 300 peticions de canvi abans d'acceptar el producte i escriure'n el manual d'usuari.
El juliol de 1981, un mes abans que llancessin el PC, Microsoft comprà tots els drets del 86-DOS a SCP per 50.000 dòlars. Això complí els criteris principals d'IBM: s'assemblava al CP/M i era fàcil adaptar els programes de 8 bits existents del CP/M perquè hi funcionessin, sobretot gràcies a l'ordre TRANS del QDOS, que permetia traduir codi font de l'Intel 8080 al llenguatge de màquina del 8086.
Microsoft atorgà una llicència pel QDOS a IBM i el programa es convertí en el PC-DOS 1.0. Aquesta llicència també permeté que Microsoft vengués el DOS a altres empreses, cosa que feu. L'acord tingué un èxit espectacular i SCP demandà posteriorment en els jutjats que Microsoft havia encobert la seva relació amb IBM per comprar el sistema operatiu a un bon preu (tot i que Microsoft encara estava sota els termes d'un acord de no-revelació i poca gent havia previst que el PC tingués tant èxit. SCP rebé en darrera instància un milió de dòlars com a acord de pagament.

## Disputa de propietat intel·lectual
Quan el fundador de DRI, Gary Kildall, examinà el PC-DOS i trobà que imitava la interfície de programació del CP/M, intentà demandar IBM, que en aquell moment afirmà que el PC-DOS era el seu propi producte. Tanmateix, l'advocat de Digital Research no cregué que la llei pertinent fos prou clara per realitzar la demanda (més tard digué que l'hauria dut a terme amb les lleis actuals). Tanmateix, Kildall s'enfrontà a IBM i els convencé perquè oferissin el CP/M-86 amb el PC a canvi d'una exempció de responsabilitat.

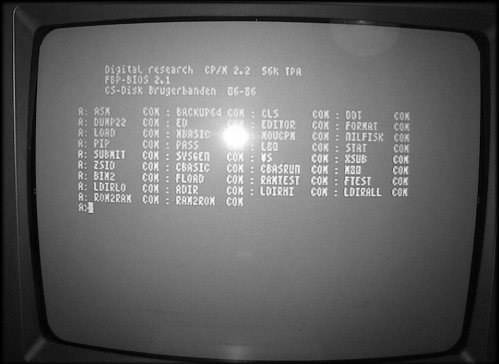
Pantalla de CP/M 2.2: llista de directoris i fitxers

La controvèrsia ha continuat a causa de la semblança entre els dos sistemes. Potser l'afirmació més sensacionalista ve de Jerry Pournelle, que digué que Kildall li demostrà personalment que el DOS contenia codi del CP/M (introduint una ordre al DOS, aquest mostrava el nom de Kildall). A data de 2006, Pournelle encara no ha revelat l'ordre i ningú no ha corroborat la seva història. Un llibre del 2004 sobre Kildall diu que utilitzà un missatge xifrat per demostrar que altres fabricants havien copiat el CP/M, però no diu que trobés el missatge a l'MS-DOS; en lloc d'això, la seva memòria (una font pel llibre) indicava la semblança ben coneguda de la interfície. Paterson insisteix que el programari del QDOS era un treball original seu i ha negat haver-se referit al codi del CP/M o haver-lo utilitzat de qualsevol altra manera mentre l'escrivia. Després de la publicació del llibre el 2004, demandà els autors i editors per difamació. El cas es remunta a una demanda presentada per Paterson contra Evans el 2004, després que aquest últim escrigués al seu llibre They Made America que el suposat inventor del DOS (que després li hauria venut a Bill Gates, a qui hauria servit de base pel seu sistema operatiu Windows) en realitat havia pres la idea del CP/M (Control Programming/Monitor).
Abans del 1982, quan IBM demanà que Microsoft llancés una versió del DOS compatible amb un disc dur, el PC-DOS 2.0 era una reescriptura gairebé completa del DOS, així que abans de març del 1983 ja quedava molt poc del QDOS. L'element més resistent del QDOS era el seu primitiu editor de línia d'ordres, EDLIN, que continuava sent l'únic editor proporcionat amb les versions del DOS de Microsoft fins que al juny del 1991 es llançà la versió 5.0 de l'MS-DOS, que incloïa un editor a pantalla completa (conegut com a «edit») basat en QBasic.
El 2012, IEEE Spectrum dugué a terme proves que demostraren que el QDOS no era una còpia del CP/M. La revista arribà a la conclusió que eren sistemes diferents i, per tant, que Microsoft no havia mentit.

## Característiques tècniques
Paterson dissenyà el QDOS amb la mateixa interfície de programació d'aplicacions (API) i la majoria d'ordres d'usuari del sistema CP/M. Modificà la forma d'enregistrament dels disquets utilitzant una memòria cau, cosa que accelerava l'ús però obligava l'usuari a actualitzar («desmuntar») el disquet abans de retirar-lo, cosa que es feia mitjançant una ordre específica. Modificà el nom de l'ordre de còpia a Copy, més intuïtiu per l'usuari, i incorporà els noms dels dispositius i els ports de comunicació al sistema de fitxers. Això permetia fer una «còpia» a la impressora i facilitava les tasques de l'usuari. Aquesta característica es mantingué a l'MS-DOS. El sistema era monotasca i monousuari i utilitzava el sistema de fitxers FAT per mantenir la compatibilitat.

## Versions de QDOS
- QDOS v0.1, agost del 1980
- 86-DOS v0.3, desembre del 1980
- 86-DOS v0.3, abril del 1981